# Charles Eisenstein

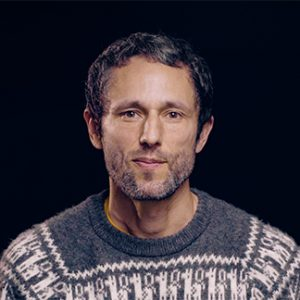
Charles Eisenstein

Charles Eisenstein (* 1967) ist ein US-amerikanischer Kulturphilosoph und Autor. Neben seiner schriftstellerischen Tätigkeit arbeitet er als Vortragsredner und freier Dozent. Er gilt als wichtiger Theoretiker der Occupy-Bewegung.

## Person
Eisenstein graduierte 1989 in Mathematik und Philosophie an der Yale University. Nach einem mehrjährigen Aufenthalt in Taiwan, wo er als Übersetzer arbeitete, kehrte er in die USA zurück und war dort als Lehrer an der Penn State University sowie am Goddard College in Plainfield (Vermont) tätig. Heute lebt Eisenstein als freier Autor und internationaler Vortragsredner mit seiner zweiten Frau und seinen vier Söhnen in Harrisburg, Pennsylvania.

## Philosophie
Für Eisenstein wird der Prozess der Zivilisation von dem Versuch vorangetrieben, Kontrolle über die Natur zu gewinnen. Dies geschehe durch die Entwicklung einer Vorstellung der Separation des Menschen von seiner Umwelt und die damit verbundene, schrittweise Objektivierung allen Seins. Die scheinbare Separation entfalte sich über verschiedene Stufen, zu denen der Gebrauch von Feuer und Werkzeugen, die Ausarbeitung von Sprache und Mathematik, die Landwirtschaft, die Messung der Zeit und der Einsatz von Maschinen gehörten. Eine besondere Bedeutung komme der Entstehung und der Ausbreitung der Geldwirtschaft zu, da die immer umfassender werdenden Möglichkeiten, Lebewesen, Gegenständen, Aktivitäten und Beziehungen einen Geldwert beizumessen, die stärkste Ausprägung der Objektivierung der Welt und damit der Abtrennung des scheinbar unabhängigen Subjekts von der Welt bedeuteten.
Nach Eisenstein muss das Projekt der Separation jedoch zwangsläufig scheitern, da es auf einer Illusion beruhe. Der Mensch sei wesentlich ein Teil des Kosmos und existiere in und durch seine Beziehungen. Er könne die Natur keiner vollständigen Kontrolle unterwerfen, da er selbst zu ihr gehöre. Das Scheitern des Unternehmens der Separation zeige sich in den großen gegenwärtigen Krisen: der ökologischen Krise, der Energiekrise, der Krise des Gesundheitssystems, der Wirtschafts- und Finanzkrise und der politischen Krise.
Er sieht als eines der Hauptprobleme den Dualismus in seinen Formen der Trennung von Selbst und Umwelt an, von Heiligem und Profanem, von Gut und Schlecht. Den Ausweg sieht er jedoch nicht in einer Rückkehr etwa zur paläolithischen Lebensweise. Auch die Separation sei letztendlich ein Bestandteil der Evolution. Ihr Sinn bestehe im Erreichen einer neuen Stufe des Bewusstseins. Insofern stelle die Wiedervereinigung der künstlich voneinander abgetrennten Lebensbereiche auf einer höheren Integrationsebene die einzige Möglichkeit dar, das Überleben der Menschheit zu sichern und tatsächlichen Fortschritt zu erlangen.
Eisenstein fordert den Verzicht auf Kontrollbestrebungen und eine Hinwendung zu einer ökologischen, vom Geld unabhängigeren und kreativen Lebensweise.

## Werke
- The Open Secret. Authorhouse, Bloomington (Indiana, USA) 2001, ISBN 978-0-7596-5577-5.
- The Yoga of Eating. New Trends Publishing, Warsaw (Indiana, USA) 2003, ISBN 0-9670897-2-7.
- The Ascent of Humanity. Panenthea Press, Harrisburg (USA) 2007, ISBN 978-1-58394-535-3; deutsch: Die Renaissance der Menschheit. Scorpio, München 2012, (Übersetzung: Jürgen Hornschuh und Eike Richter) ISBN 978-3-942166-94-2.
- Sacred Economics. Money, Gift, and Society in the Age of Transition. Evolver Editions, Berkeley (USA) 2011, ISBN 978-1-58394-397-7; deutsch: Die Ökonomie der Verbundenheit, Wie das Geld die Welt an den Abgrund führte – und sie dennoch jetzt retten kann. Scorpio, Berlin / München 2013 (Übersetzung: Nikola Winter und Eike Richter), ISBN 978-3-943416-03-9.
- The more beautiful world our hearts know is possible. North Atlantic Books, Berkeley (Kalifornien, USA) 2013, ISBN 978-1-58394-724-1; deutsch: Die schönere Welt, die unser Herz kennt, ist möglich. (Übersetzung: Nikola Winter und Eike Richter) Scorpio, Berlin / München 2014, ISBN 978-3-943416-76-3.
- Climate: A New Story. North Atlantic Books 2018, ISBN 978-1-62317-248-0; deutsch: Klima – Eine neue Perspektive. Europa Verlag Berlin/München 2019, ISBN 978-3-95890-260-2
- Wut, Mut, Liebe! Europa Verlag 2020, ISBN 978-3-95890-324-1; englisch: Extinction and the Revolution of Love (online essay).
- Die Krönung erschienen im Sammelband Corona und die Überwindung der Getrenntheit, Akanthos Akademie 2020, ISBN 978-3-7504-2663-4; (Originaltitel: The Coronation, Online-Essay zur Corona-Krise, April 2020).